# حمد بن خليفة آل ثاني
حمد بن خليفة بن حمد بن عبد الله بن جاسم بن محمد بن ثاني (1 يناير 1952 -)؛ أمير دولة قطر السابق. تولى الإمارة في 27 يونيو 1995م، بعد قيامه بانقلاب أبيض على والده أمير دولة قطر آنذاك خليفة بن حمد آل ثاني، حتى تنازله عن الحكم لابنه الشيخ تميم بن حمد آل ثاني في 25 يونيو 2013م.

## حياته المبكرة وتعليمه
وُلِد حمد عام 1952. توفيت والدته بعد ولادته بفترة وجيزة، فتولى عمه تربيته.
تخرج من الأكاديمية العسكرية الملكية البريطانية في ساندهيرست عام 1971، ثم عُيِّن برتبة مقدم في القوات المسلحة القطرية. وبعد بضعة أشهر عاد إلى قطر وعُيِّن قائدًا للواء المتنقل، والذي أصبح فيما بعد قوة تسمى "لواء حمد". في عام 1972، حصل حمد على رتبة جنرال، وأصبح رئيسًا لأركان الجيش. بعد ذلك عُيِّن قائدًا أعلى للقوات المسلحة القطرية برتبة لواء. في عام 1977 عُيِّن وزيرًا للدفاع.
عُيِّن حمد وليًا للعهد في قطر عام 1977 وشغل المنصب حتى عام 1995. في أوائل الثمانينيات، قاد المجلس الأعلى للتخطيط، الذي يضع السياسات الاقتصادية والاجتماعية الأساسية لقطر. بدءًا من عام 1992، بدأ والد حمد في تسليم المسؤولية تدريجيًا عن إدارة شؤون البلاد اليومية، بما في ذلك تطوير موارد النفط والغاز الطبيعي في قطر، مما جعله الحاكم الفعلي للبلاد.[17] بينما احتفظ والده بالسيطرة على الأمور المالية. في 27 يونيو 1995، قام بانقلاب أبيض على والده، وأصبح أميرًا لقطر وتوج في 20 يونيو 2000.

## المناصب التي تولاها
- في 31 مايو 1977م بويع وليًّا للعهد، كما عين وزيرًا للدفاع بالتاريخ نفسه.[26]
- شغل منصب رئيس المجلس الأعلى لرعاية الشباب منذ إنشائه عام 1979م وحتى عام 1991م، حين أُنشِئَت الهيئة العامة للشباب والرياضة وعيّن رئيسًا لها. كما أنه شغل منصب رئيس المجلس الأعلى للتخطيط.

## انقلابه على والده وتنازله لابنه
- في 27 يونيو 1995م تولى مقاليد الحكم، إثر انقلاب أبيض على والده الشيخ خليفة بن حمد آل ثاني، وذلك في أثناء سفره إلى الخارج[27]، وبحكم منصبه أصبح قائدًا عامًّا للقوات المسلحة القطرية، حتى تنازل عن الحكم لابنه تميم بن حمد آل ثاني في 25 يونيو 2013[28]، ولا يزال يرأس مجلس العائلة الحاكمة، وأيضًا يرأس اللجنة العليا للتنسيق والمتابعة والمجلس الأعلى للاستثمار.

## سياسته

### على المستوى المحلي
تم في عهده إقرار دستور قطر الدائم بعد التصويت عليه، وأجريت أول انتخابات للمجلس البلدي، فضلًا عن انتخابات غرفة تجارة وصناعة قطر. وقد قام بفتح المجال أمام حرية الصحافة والإعلام وحرية التعبير، بعد إلغاء وزارة الإعلام، كما تم الإعداد لإجراء أول انتخابات برلمانية على مستوى الدولة.
وأسهم في تطور قطر من جميع النواحي العمرانية والاقتصادية والعلمية والرياضية؛ حيث بدأت في معرفة التطور العمراني وتطور البنية التحتية في ظل حكمه. وأنشأ سوقا للأسهم، ووسع الاستثمارات الوطنية في استغلال المعادن الطبيعية في باطن الأرض؛ حيث أوجد امتلاك قطر لأكبر حقل غاز منفرد، ولثاني أكبر احتياطي في العالم من الغاز الطبيعي. كما شجع التعليم؛ فجعله إجباريًّا من الناحية القانونية من سن السابعة إلى أواخر العقد الثاني من العمر. وكان له رؤية في أهمية التعليم ومردوده على جميع أشكال الحياة، فأوكل مهام تطوير التعليم لزوجته موزا المسند، وأنشأ مدينة تعليمية للتعليم العالي، متكاملةً من جميع النواحي، لتوفر للطالب المناخ المناسب للتعليم المتميز. كما أنه استقطب أفضل الجامعات العالمية؛ مثل جامعة كومنولت فرجينيا، وكلية كورنيل الطبية فرع قطر، وجامعة تكساس إيه آند إم، وجامعة كارنيغي ميلون، وجامعة جورج تاون.
وبالرغم من ذلك انتقدت منظمة حقوق الإنسان قيامه بسحب جوازات العديد من المواطنين، خصوصًا من قبيلة آل مرة؛ حيث بلغ عددهم أكثر من 6000 جواز، وذلك بدعوى ازدواجية جنسيتهم.

### العلاقات الدولية

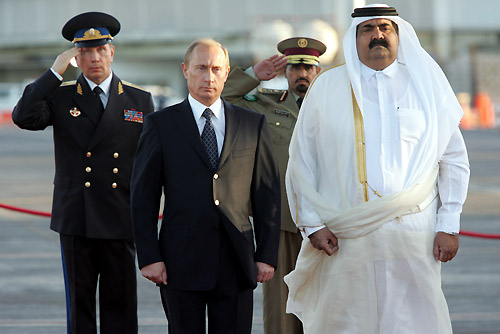
أمير دولة قطر الشيخ حمد بن خليفة آل ثاني والرئيس الروسي فلاديمير بوتين

بعد توليه مقاليد الحكم قام بتوثيق العلاقات مع مختلف دول العالم، وأهمها الولايات المتحدة؛ حيث توجد في قطر قاعدة السيلية، وهي أكبر قاعدة عسكرية أمريكية في الشرق الأوسط، والتي أسهمت بشكل كبير في الحرب الأمريكية على العراق وأفغانستان، وعلى الرغم من انتشار الصراع العربي الإسرائيلي في العالم العربي، حافظ في السابق على علاقات ودية مع إسرائيل؛ فالتقى بوزير خارجية إسرائيل تسيبي ليفني (25 أيلول/ سبتمبر 2007م) في مدينة نيويورك، وكان هذا اللقاء أول محاولة حقيقية من قبل أي زعيم في الخليج العربي لمتابعة الحوار مع إسرائيل. ومع ذلك قطعت قطر العلاقات الدبلوماسية مع إسرائيل في عام 2009م؛ ردا على أعمال إسرائيل خلال الهجوم على غزة، كما أعرب الأمير عن اعتراضه على سياسة الاستيطان الإسرائيلية، وخاصة تهويد القدس.
كما كان له الفضل في حل خلافات بعض دول المنطقة، داخلها وخارجها؛ كإنهاء الخلاف اللبناني - اللبناني في مايو 2008م، عند رعايته لحوار الفرقاء اللبنانيين، الذي انتهى بالتوقيع على اتفاق الدوحة. وأسهم أيضًا في تسوية الخلافات بين بعض الدول؛ كالخلاف بين إريتريا والسودان، كما أنه نادى لجمع الدول العربية بصفة طارئه قبيل الحرب الأمريكية على العراق عام 2003م. كما أدت سياسته إلى الاحتفاظ بعلاقة جيدة مع الجمهورية الإسلامية الإيرانية، رغم موقع قطر الاستراتيجي من ناحية الضغوط الدولية على إيران. وأيضا كان له الفضل في حل النزاع بين قطر والبحرين الذي استمر لأكثر من خمسين عاما على جزر حوار والزبارة.
إلا أن مفاوضات الدوحة بشان الملف اليمني بين الحوثيين والحكومة لم تكلل بالنجاح، ووصلت في النهاية إلى طريق مسدود، مما أدى إلى اندلاع الحرب اليمنية بالداخل بين الحكومة اليمنية والمتمردين الحوثيين في عام 2009م.

## الانتقادات

### ادعاءات بدعم المنظمات الإرهابية
في كانون الأول/ ديسمبر عام 2012م، اتهمت نيويورك تايمز الحكومة القطرية بتمويل جبهة النصرة التي تُدرجها حكومة الولايات المتحدة كمنظمة إرهابية.
كما انتقدت العديد من البلدان والصحف الأمير حمد، بعدما قام بزيارة إلى غزة، قصد لقاء مسؤولين في منظمة حماس، التي تملك جناحها المسلح «كتائب الشهيد عز الدين القسام». وفي كانون الثاني/يناير 2013م، اتهم سياسيون فرنسيون مرة أخرى الأمير وحكومة قطر بتقديم الدعم المادي للجماعات الإسلامية في مالي، وكانت الصحيفة الفرنسية لوكانار أونشين قد نشرت تقريرا، بناء على مصدر لم تذكر اسمه في الاستخبارات العسكرية الفرنسية، قائلا: «الحركة الوطنية لتحرير أزواد المرتبطة بتنظيم القاعدة وكذلك أنصار الدين ثم حركة التوحيد والجهاد في غرب أفريقيا قد تلقوا دعما ماليا كبيرا من الدوحة.»

### الربيع العربي
مع اندلاع ثورات الربيع العربي في كل من تونس ومصر وليبيا واليمن وسوريا وقف أمير قطر الشيخ حمد بن خليفة آل ثاني إلى جانب الثورات العربية، واتخذت بلاده مواقف متقدمة في دعم بلدان الربيع العربي، خاصة على المستوى السياسي والاقتصادي.

### قضايا الفساد
في نيسان/ أبريل 2016م، ورد اسم حمد في وثائق بنما. كما سربت ويكيليكس معلومات عديدة حول الأمير؛ من بينها امتلاك حساب مصرفي في لوكسمبورغ، بالإضافة إلى امتلاك أسهم شركتين في جنوب أفريقيا، دون التصريح بهما.

## حياته الشخصية

### الاستثمارات

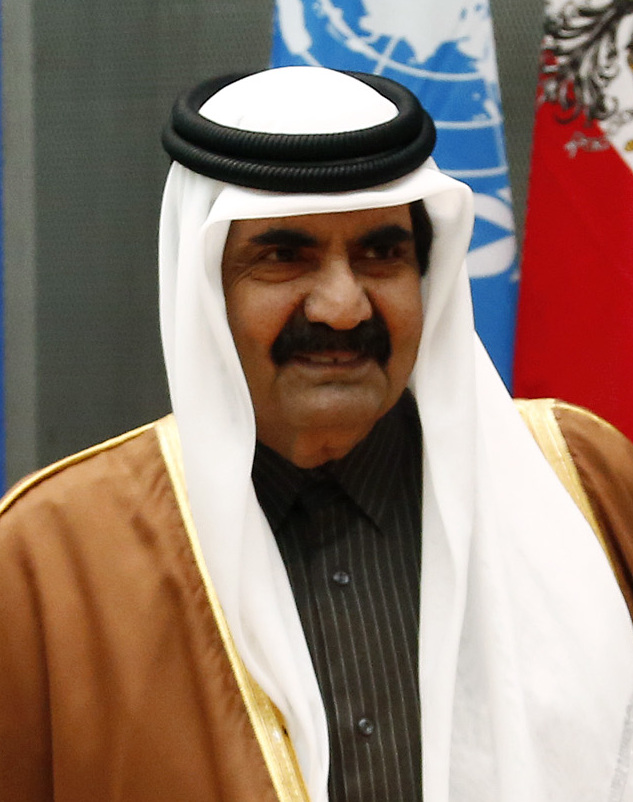
حمد بن خليفة في المنتدى العالمي الخامس لتحالف الحضارات التابع للأمم المتحدة في فيينا عام 2013م.

في عام 2013، أسس الشيخ حمد بن خليفة آل ثاني هيئة الاستثمار القطرية (QIA)، والتي استثمرت أكثر من 100 مليار دولار في مختلف أنحاء العالم. أبرزها استثمارات الهيئة في مشاريع كبيرة مثل "ذا شارد" في لندن، وبنك باركليز، ومطار هيثرو، ومتاجر هارودز، ونادي باريس سان جيرمان لكرة القدم، بالإضافة إلى شركات ضخمة مثل سيمنز ورويال داتش شل.
كما تمتلك هيئة الاستثمار القطرية حصة كبيرة في شركات عالمية، مثل 17% من مجموعة فولكس فاجن، وبورش، وهوشتيف، بالإضافة إلى استثمارات في شركة "سينسبري" البريطانية.
فضلاً عن ذلك، كان الشيخ حمد بن خليفة آل ثاني مسجلاً كمالك لشركة "أفروديل إس إيه" التي كان لها حساب مصرفي في لوكسمبورج وأسهم في شركتين جنوب إفريقيتين، كما يمتلك غالبية الأسهم في شركتي "رين إس إيه" و"ياليس إس إيه"، التي احتفظت بوديعة لأجل محدد لدى بنك الصين في لوكسمبورج. وكان أحد أقاربه، الشيخ حمد بن جاسم آل ثاني، رئيس الوزراء ووزير الخارجية القطري السابق، يمتلك 25% من هذه الشركات.
يمتلك الشيخ حمد ثروة شخصية تزيد عن ملياري دولار، وقد وضعته مجلة فوربس الأمريكية بين أثرى أثرياء العالم، في نشرة لها حول أغنى ملوك العالم، نشرت في 2010م؛ حيث قدرت المجلة ثروته بـ 2.4 مليار دولار أمريكي.

### العائلة
للشيخ حمد ثلاث زوجات وأربعة وعشرون أبنا، أحد عشر من الذكور وثلاث عشرة من الإناث:
زوجة حمد الأولى هي ابنة عمه الشيخة مريم بنت محمد آل ثاني، ابنة عمه لأبيه الشيخ محمد بن حمد بن عبد الله آل ثاني. ولهما ولدان وست بنات، وهم:
- الشيخ مشعل بن حمد بن خليفة آل ثاني (مواليد 1972) – وريث قطر (1995–96)
- الشيخ فهد بن حمد بن خليفة آل ثاني
- الشيخة عائشة بنت حمد بن خليفة آل ثاني
- الشيخة فاطمة بنت حمد بن خليفة آل ثاني
- الشيخة روضة بنت حمد بن خليفة آل ثاني
- الشيخة حصة بنت حمد بن خليفة آل ثاني
- الشيخة مشاعل بنت حمد بن خليفة آل ثاني
- الشيخة سارة بنت حمد بن خليفة آل ثاني – منسق برنامج أيادي الخير نحو آسيا-قطر (روتاك)

زوجة حمد الثانية هي الشيخة موزة بنت ناصر المسند (مواليد 8 أغسطس 1959، الخور)، ابنة ناصر بن عبد الله المسند. ولهما خمسة أبناء وبنتين، وهم:
- الشيخ جاسم بن حمد بن خليفة آل ثاني (من مواليد 25 أغسطس 1978) - ولي عهد قطر (1996-2003)
- الشيخ تميم بن حمد بن خليفة آل ثاني (من مواليد 3 يونيو 1980) - ولي عهد قطر (2003-2013)، أمير قطر الحالي (من 2013 إلى الوقت الحاضر)
- الشيخة المياسة بنت حمد بن خليفة آل ثاني (من مواليد 1983)
- الشيخة هند بنت حمد بن خليفة آل ثاني (من مواليد 15 أغسطس 1984)
- الشيخ جوعان بن حمد بن خليفة آل ثاني (من مواليد 1986)
- الشيخ محمد بن حمد بن خليفة آل ثاني (من مواليد 18 أبريل 1988)
- الشيخ خليفة بن حمد بن خليفة آل ثاني (من مواليد 11 نوفمبر 1991)

الزوجة الثالثة لحمد هي الشيخة نورة بنت خالد آل ثاني، ابنة عمه الشيخ خالد بن حمد آل ثاني الذي كان وزيرا للداخلية. ولهما أربعة أبناء وخمس بنات، وهم:
- الشيخ خالد بن حمد بن خليفة آل ثاني
- الشيخ عبد الله بن حمد بن خليفة آل ثاني – نائب أمير قطر منذ 11 نوفمبر 2014.
- الشيخ ثاني بن حمد بن خليفة آل ثاني (ولد في 16 يناير 1994).
- الشيخ القعقاع بن حمد بن خليفة آل ثاني (ولد في 30 يونيو 2000)
- الشيخة لولوة بنت حمد بن خليفة آل ثاني
- الشيخة مها بنت حمد بن خليفة آل ثاني
- الشيخة دانة بنت حمد بن خليفة آل ثاني
- الشيخة العنود بنت حمد بن خليفة آل ثاني
- الشيخة مريم بنت حمد بن خليفة آل ثاني

## الأوسمة التي حصل عليها
حصل على العديد من الأوسمة من دول عربية وأجنبية، ومنها:
- وسام عُمان من سلطنة عمان عام 1975م
- وشاح النيل من مصر عام 1976م
- وسام الملك عبد العزيز من السعودية عام 1976م
- وسام الابن العظيم لإندونيسيا من إندونيسيا عام 1977م
- وسام فرانسيسكو دي ميراندا من فنزويلا عام 1977م
- وشاح الفارس من وسام القديس ميشيل والقديس جورج من بريطانيا عام 1979م
- وسام جرانت أوفيسييه دولا ليجيون دونوغ من فرنسا عام 1980م
- الوسام المحمدي من المغرب عام 1981م
- وشاح الاستحقاق اللبناني من لبنان عام 1986م
- قلادة الحسين بن علي من الأردن عام 1995م
- وسام عُمان من الطبقة الأولى من سلطنة عمان عام 1995م
- وسام السابع من نوفمبر من الجمهورية التونسية عام 1997م
- وسام جوقة الشرف (جران كروا دولا ليجيون دونو) من فرنسا عام 1998م
- وسام الأسد من السنغال عام 1998م
- نيشان الباكستان من باكستان عام 1999م
- وشاح الاستحقاق الألماني (ديس جروس كرويز) من ألمانيا عام 1999م
- وسام أوردينول ناشينول ستو من رومانيا عام 1999م
- وسام الأرز الوطني من رتبة الوشاح الأكبر من لبنان عام 2000م
- وسام كافاليير دي جران كروس من إيطاليا عام 2000م
- وسام الجمهورية من الجمهورية اليمنية عام 2000م
- وسام خوسيه مارتي من كوبا عام 2000م
- قلادة النجمة الكبرى من جمهورية كوت ديفوار عام 2002م
- الوسام المحمدي من المملكة المغربية عام 2002م
- وسام الاستحقاق من الاتحاد الدولي لألعاب القوى عام 2005م
- وسام الوردة البيضاء من جمهورية فنلندا عام 2007م
- وسام المخلص من اليونان عام 2007م
- وسام جراند كروس من الطبقة الذهبية من جمهورية الدومينيكان عام 2008م
- وسام الاستحقاق الوطني من مالطا عام 2009م
- وسام الملك توميسلاف مع الوشاح والنجمة من كرواتيا عام 2009م
- وسام القائد الأعلى من الدرجة الأولى من البرتغال عام 2009م
- وشاح المحرر سيمون بوليفار من فنزويلا عام 2010م
- وسام جراند كروس نوط الأسد الهولندي من هولندا عام 2011م

## وصلات خارجية
- حمد بن خليفة آل ثاني على موقع IMDb (الإنجليزية)
- حمد بن خليفة آل ثاني على موقع الموسوعة البريطانية (الإنجليزية)
- حمد بن خليفة آل ثاني على موقع مونزينجر (الألمانية)
- حمد بن خليفة آل ثاني على موقع إن إن دي بي (الإنجليزية)
- عطلة رسمية غداً في قطر وخطاب سمو الأمير صباحاً، شبكة أخبار أرابيوم
- الديوان الأميري القطري.
- صفحة الشيخ حمد بن خليفة في شجرة عائلة آل ثاني.

| سبقه خليفة بن حمد آل ثاني | أمير قطر 1995م - 2013م    | تبعه تميم بن حمد آل ثاني |
| سبقه خليفة بن حمد آل ثاني | ولي عهد قطر 1977م - 1995م | تبعه جاسم بن حمد آل ثاني |